# ذا 1975
ذا 1975 هي فرقة بوب روك إنجليزية تأسست في 2002.

## روابط خارجية
The 1975 على موقع ميوزك برينز (الإنجليزية)
- The 1975 على موقع أول ميوزيك (الإنجليزية)
- The 1975 على موقع ديسكوغز (الإنجليزية)